# 第一四一海軍航空隊
第一四一海軍航空隊（だい141かいぐんこうくうたい）は、日本海軍の部隊の1つ。フィリピン防衛の主力偵察隊として、太平洋戦争終盤に哨戒・索敵に従事した。

## 歴史
1944年（昭和19年）2月から3月にかけて、海軍は基地航空隊の充実化を目指して、複数の航空隊を相次いで編成し、第一航空艦隊第六二航空戦隊に編入した。これらの航空隊は、有力な攻撃航空隊として養成すべく、5月5日付で連合艦隊附属に引き抜かれた。6月15日、第二航空艦隊を新たに編成したうえで編入し、「あ号作戦」には投入せずに訓練を重ねた。あ号作戦が失敗したことを受け、フィリピン戦線に投入すべく再編し、三二二空は一四一空に吸収合併された。
一四一空は1944年（昭和19年）3月15日、大分飛行場を原隊として三重海軍航空隊で開かれ、第一鈴鹿飛行場に駐留した偵察機隊。宇都米二司令以下、定数24機の偵察隊とされ、「暁部隊」の符牒を持つ。機種は彗星の偵察機仕様型－二式艦上偵察機－が主力だが、記録には爆撃機仕様の「彗星」と記述したものも多くあり、実際に彗星が混用されていたのかは定かではない。一本化後は攻撃第3飛行隊・偵察第4飛行隊に再編された。定数は両飛行隊とも24機となり、総定数は倍増されたが、各11機の保有にとどまっており、当初の定数にも達していない。
1944年7月10日、改編により、第三二二海軍航空隊が解隊され、同隊所属だった夜間戦闘機隊の戦闘第804飛行隊が141空に編入した。主力機であった月光は、陸上偵察機として設計されていたため、編入後も支障なく混用されていた。
台湾方面を管轄する第六基地航空部隊の主力偵察隊に位置づけられ、順次九州方面に進出している。9月1日の段階で、戦闘804飛行隊は8機が新竹に到達し、残りも鹿屋飛行場・串良飛行場に展開していた。偵察3飛行隊は8機が鹿屋に進出。進出が最も遅れた偵察4飛行隊も、陸軍都城飛行場に3機を派遣している。
昭和19年（1944年）
- 10月11日：南西諸島機敵機動部隊接近。戦闘804飛行隊を含む派遣隊機全機で索敵。
- 10月13日：沖縄小禄飛行場に1機派遣。事態は台湾沖航空戦に発展し、索敵活動に従事。
- 10月22日：捷一号作戦発動。ルソン島ニコルス飛行場に6機派遣。
- 10月24日：航空総攻撃開始、索敵に従事するが会敵せず。翌25日も索敵を継続するが会敵せず。

上記以後、ニコルスを拠点として各地で行動。「戦史叢書」には一四一空の単独活動は記述されていないが、多くの文献でマリアナ諸島・ウルシー環礁への敵情視察を実施したことが記述されている。また、22日のニコルス派遣隊以後も増援が実施されている。月光隊は夜間戦闘ではなく、敵軍への急襲・爆撃に従事した。11月28日の段階で、一四一空の稼動機は艦偵2・月光12に減少。
昭和20年（1945年）
- 1月8日：要員撤退のため、一航艦附属に転籍。翌日より台湾への撤退を開始。
- 2月5日：一航艦再編。新編の第一三二海軍航空隊要員から漏れた者は第二十六航空戦隊で訓練に従事。
- 5月8日：一航艦より離脱、台湾駐在のまま南西方面艦隊附属に転籍、陸戦訓練に従事。

編制から解隊までの10か月のうち、作戦に従事できたのは序盤の3か月に過ぎない。終戦をもって解散した。地上要員は台湾に撤退せず、フィリピンに残留して陸戦要員となった。海軍航空隊出身の陸戦隊員は陸軍戦車第二師団隷下で陸軍クラーク飛行場の防衛に専念した。撤退せず現地にとどまった中村子之助司令も地上戦で戦死している。台湾に撤退した操縦要員は、司令部も機体もなく、陸戦訓練に明け暮れた。

## 装備
- 二式艦上偵察機
- 月光

彩雲

## 司令
- 埴田照之：昭和19年7月10日‐
- 中村子之助 大佐：昭和19年11月15日‐昭和20年6月10日戦死

以後欠員。